# Strassberg im Fondei

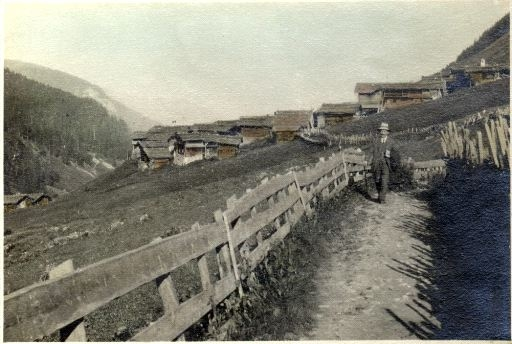
Strassberg auf einer alten Ansichtskarte, ca. 1900

Strassberg im Fondei ist eine  Walsersiedlung im inneren Schanfigg. Sie liegt rund 4 Kilometer nordöstlich von Langwies auf einer Höhe von 1919 m ü. M. und gehört zur Gemeinde Arosa im Schweizer Kanton Graubünden.
Strassberg ist heute nicht mehr ganzjährig bewohnt, sondern besteht neben einem Restaurant aus Stallungen von Langwieser Bauern, aus Maiensässen und Ferienhäusern. Die Siedlung zählt zusammen mit Sapün Dörfji und Medergen zu den Langwieser Ortsbildern von nationaler Bedeutung (ISOS).
Der Ort ist ein Etappenziel des Schanfigger Höhenwegs und des Walserwegs Graubünden. Im Sommer finden in Strassberg regelmässig Walser-Kulturführungen statt, meist unter Einbezug der Schaukäserei in der Alten Sennerei von 1883.
Das Fondei als Seitental des Schanfigg ist ökologisch besonders wertvoll durch seine Hochmoore.